# Jonathan Learoyd
Jonathan Learoyd (ur. 3 listopada 2000 w Albertville) – francuski skoczek narciarski posiadający również brytyjskie obywatelstwo. Olimpijczyk (2018), uczestnik mistrzostw świata seniorów (2019) oraz juniorów (2016–2020). Medalista zimowego olimpijskiego festiwalu młodzieży Europy (2017). Brał także udział w zimowych igrzysk olimpijskich młodzieży (2016). Medalista mistrzostw kraju.

## Życie prywatne
Rodzice Learoyda są Brytyjczykami, dzięki czemu posiada on podwójne obywatelstwo – zarówno francuskie, jak i brytyjskie. Skoki narciarskie uprawia również jego młodszy brat, Louis, urodzony w 2006 roku.

## Przebieg kariery
Początkowo uprawiał narciarstwo alpejskie. W wieku 6 lat oddał swój pierwszy skok na nartach. W wieku 11 lat, gdy trenował oba te sporty, zdecydował się na wybór skoków narciarskich.
Nieoficjalny mistrz świata dzieci z Garmisch-Partenkirchen z lipca 2012 (kategoria zawodników urodzonych w 2000 i młodszych) i zwycięzca zawodów FIS Youth Cup w Hinterzarten z sierpnia 2014 (także wśród zawodników urodzonych w 2000 i młodszych).
W marcu 2014 w Chaux-Neuve po raz pierwszy wystąpił w Alpen Cupie, zajmując lokaty w piątej dziesiątce. We wrześniu 2015 w Einsiedeln zadebiutował w FIS Cupie, od razu punktując (dwukrotnie uplasował się w trzeciej dziesiątce). W grudniu 2015 w Seefeld po raz pierwszy punktował w Alpen Cupie (był 18.). W Pucharze Kontynentalnym pierwsze w karierze punkty zdobył w swoim debiucie w zawodach tej rangi – 27 grudnia 2015 w Engelbergu, gdzie był 11. W lutym 2016 roku wystartował w zimowych igrzyskach olimpijskich młodzieży, gdzie zarówno w konkursie indywidualnym chłopców i w drużynowym konkursie mieszanym skoków zajmował piąte miejsca, a w sztafecie mieszanej, z francuskim zespołem, został sklasyfikowany na 6. pozycji. W tym samym miesiącu wziął także udział w mistrzostwach świata juniorów, gdzie indywidualnie uplasował się na 36. pozycji, a w konkursie drużynowym mężczyzn, wraz z reprezentacją Francji (w składzie: Thomas Roch Dupland, Jonathan Learoyd, Noëlig Revilliod Blanchard i Paul Brasme), zajął 10. miejsce.
W lipcu 2016 zadebiutował w zawodach najwyższej rangi, zajmując w Courchevel 40. pozycję w konkursie Letniego Grand Prix. W lutym 2017 wziął udział w zimowym olimpijskim festiwalu młodzieży Europy w Erzurum, gdzie zdobył srebrny medal w konkursie indywidualnym chłopców, a także srebrne medale w rywalizacji drużynowej chłopców (w składzie Francji znaleźli się również Romane Dieu, Alessandro Batby i Mathis Contamine) oraz drużyn mieszanych (oprócz niego Francję reprezentowali także: Marine Bressand, Romane Dieu i Mathis Contamine). Wcześniej w tym samym miesiącu wystartował także w mistrzostwach świata juniorów, zajmując indywidualnie 13. pozycję. W marcu 2017 po raz pierwszy stanął na podium zawodów z cyklu Alpen Cup (4 marca był drugi w Hinterzarten).
W grudniu 2017 w Whistler po raz pierwszy uplasował się w czołowej dziesiątce konkursów rangi FIS Cupu i Pucharu Kontynentalnego, a 10 grudnia 2017 w tej samej miejscowości po raz pierwszy stanął na podium zawodów Pucharu Kontynentalnego (zajął wówczas 2. pozycję). 16 grudnia 2017 zadebiutował w Pucharze Świata, zajmując 35. pozycję w pierwszym konkursie w Engelbergu. 27 grudnia 2017 na tym samym obiekcie odniósł swoje pierwsze zwycięstwo w zawodach Pucharu Kontynentalnego. 30 grudnia 2017, w ramach 1. konkursu 66. Turnieju Czterech Skoczni, zdobył debiutanckie punkty Pucharu Świata za zajęcie 29. lokaty w Oberstdorfie. W lutym 2018 po raz trzeci w karierze wystąpił w mistrzostwach świata juniorów. W Kanderstegu w konkursie indywidualnym zajął 6. lokatę, w zmaganiach drużynowych był 9., a w rywalizacji zespołów mieszanych uplasował się na 4. pozycji. W tym samym miesiącu wystartował także w Zimowych Igrzyskach Olimpijskich 2018, gdzie wziął udział w konkursach indywidualnych – na skoczni normalnej był 27., a na dużej zajął 41. miejsce.
W styczniu 2019 w Lahti po raz czwarty wziął udział w mistrzostwach świata juniorów – indywidualnie był 13., a drużynowo 8. (mężczyźni) i 6. (mikst). Na przełomie lutego i marca 2019 zadebiutował w mistrzostwach świata seniorów, awansując do drugiej serii obu konkursów indywidualnych – na skoczni dużej był 28., a na normalnej 26. 15 marca 2019 na Vikersundbakken w Vikersund, debiutując na skoczni mamuciej, pierwszy raz w życiu przekroczył dystans 200 metrów, uzyskując w kwalifikacjach do konkursu Raw Air odległość 201 metrów. W sezonie 2018/2019 kilkukrotnie startował w Pucharze Świata, nie zdobył jednak punktów.
27 lipca 2019 w Hinterzarten po raz pierwszy punktował w Letnim Grand Prix, zajmując w rozegranym tam konkursie 27. lokatę. W sezonie zimowym 2019/2020 notował słabsze wyniki niż w poprzednich dwóch sezonach. W Pucharze Świata ani razu nie przebrnął kwalifikacji, tylko trzykrotnie przystępując do rywalizacji na tym szczeblu (odpadał w kwalifikacjach do trzech pierwszych konkursów Turnieju Czterech Skoczni), a w Pucharze Kontynentalnym punktował 6 razy, jednak ani razu nie znalazł się w czołowej piętnastce któregoś z konkursów. Wziął także udział w mistrzostwach świata juniorów, ale indywidualnie uzyskał najgorszy w historii swoich startów w tej imprezie wynik (56. lokata), drużynowo zajął 7. miejsce i nie znalazł się w składzie francuskiej kadry na konkurs drużyn mieszanych.
We wrześniu 2022 oficjalnie zakończył karierę sportową.
Jest wielokrotnym medalistą mistrzostw kraju. W marcu  2016 zdobył srebrny medal w konkursie indywidualnym mężczyzn na skoczni normalnej, a dwa lata później zwyciężył w tej samej rywalizacji, sukces ten powtarzając w 2019 na skoczni dużej. Zdobywał także medale imprez tej rangi w konkursach drużynowych – brąz w 2013 (w składzie drużyny Sabaudii skakali oprócz niego Nicolas Mayer, Léa Lemare i Sacha Gardet), srebro w 2016 (w pierwszym zespole Sabaudii startowali także Tim Bernoud, Arthur Royer i Mathis Contamine), brąz w 2018 (wraz z pierwszym zespołem Sabaudii, w którym, oprócz niego, skakali: Mathis Contamine, Jack White i Alessandro Batby) i złoto w 2019 (ponownie w sabaudzkiej drużynie skakali z nim Batby, White i Contamine).

## Igrzyska olimpijskie

### Indywidualnie
| 2018 Pjongczang | – | 27. miejsce (K-98), 41. miejsce (K-125) |

### Starty J. Learoyda na igrzyskach olimpijskich – szczegółowo
| Miejsce | Dzień     | Rok  | Miejscowość | Skocznia              | Punkt K | HS     | Konkurs  | Skok 1  | Skok 2  | Nota      | Strata    | Zwycięzca         |
| ------- | --------- | ---- | ----------- | --------------------- | ------- | ------ | -------- | ------- | ------- | --------- | --------- | ----------------- |
| 27.     | 10 lutego | 2018 | Pjongczang  | Alpensia Jumping Park | K-98    | HS-109 | indywid. | 98,5 m  | 100,5 m | 207,9 pkt | 51,4 pkt  | Andreas Wellinger |
| 41.     | 17 lutego | 2018 | Pjongczang  | Alpensia Jumping Park | K-125   | HS-142 | indywid. | 119,5 m | –       | 100,1 pkt | 185,6 pkt | Kamil Stoch       |

## Mistrzostwa świata

### Indywidualnie
| 2019 Seefeld/Innsbruck | – | 28. miejsce (K-120), 26. miejsce (K-99) |

### Starty J. Learoyda na mistrzostwach świata – szczegółowo
| Miejsce | Dzień     | Rok  | Miejscowość | Skocznia                   | Punkt K | HS     | Konkurs  | Skok 1  | Skok 2  | Nota      | Strata   | Zwycięzca           |
| ------- | --------- | ---- | ----------- | -------------------------- | ------- | ------ | -------- | ------- | ------- | --------- | -------- | ------------------- |
| 28.     | 23 lutego | 2019 | Innsbruck   | Bergisel                   | K-120   | HS-130 | indywid. | 116,5 m | 116,5 m | 205,9 pkt | 73,5 pkt | Markus Eisenbichler |
| 26.     | 1 marca   | 2019 | Seefeld     | Toni-Seelos-Olympiaschanze | K-99    | HS-109 | indywid. | 90,0 m  | 94,0 m  | 187,9 pkt | 30,4 pkt | Dawid Kubacki       |

## Mistrzostwa świata juniorów

### Indywidualnie
| 2016 Râșnov         | – | 36. miejsce |
| 2017 Park City      | – | 13. miejsce |
| 2018 Kandersteg     | – | 6. miejsce  |
| 2019 Lahti          | – | 13. miejsce |
| 2020 Oberwiesenthal | – | 56. miejsce |

### Drużynowo
| 2016 Râșnov         | – | 10. miejsce                               |
| 2018 Kandersteg     | – | 9. miejsce, 4. miejsce (drużyna mieszana) |
| 2019 Lahti          | – | 8. miejsce, 6. miejsce (drużyna mieszana) |
| 2020 Oberwiesenthal | – | 7. miejsce                                |

### Starty J. Learoyda na mistrzostwach świata juniorów – szczegółowo
| Miejsce | Dzień       | Rok  | Miejscowość    | Skocznia                    | Punkt K | HS     | Konkurs      | Skok 1  | Skok 2  | Nota                  | Strata    | Zwycięzca            |
| ------- | ----------- | ---- | -------------- | --------------------------- | ------- | ------ | ------------ | ------- | ------- | --------------------- | --------- | -------------------- |
| 36.     | 23 lutego   | 2016 | Râșnov         | Trambulina Valea Cărbunării | K-90    | HS-100 | indywid.     | 85,5 m  | –       | 100,6 pkt             | 148,4 pkt | David Siegel         |
| 10.     | 24 lutego   | 2016 | Râșnov         | Trambulina Valea Cărbunării | K-90    | HS-100 | druż.        | 82,5 m  | –       | 328,4 pkt (78,8 pkt)  | 538,3 pkt | Niemcy               |
| 13.     | 1 lutego    | 2017 | Park City      | Utah Olympic Park           | K-90    | HS-100 | indywid.     | 90,0 m  | 90,0 m  | 241,6 pkt             | 21,6 pkt  | Viktor Polášek       |
| 6.      | 1 lutego    | 2018 | Kandersteg     | Lötschberg-Schanze          | K-95    | HS-106 | indywid.     | 99,0 m  | 95,0 m  | 259,1 pkt             | 32,3 pkt  | Marius Lindvik       |
| 9.      | 3 lutego    | 2018 | Kandersteg     | Lötschberg-Schanze          | K-95    | HS-106 | druż.        | 101,5 m | –       | 411,6 pkt (135,9 pkt) | 656,9 pkt | Niemcy               |
| 4.      | 4 lutego    | 2018 | Kandersteg     | Lötschberg-Schanze          | K-95    | HS-106 | druż. miesz. | 102,0 m | 104,5 m | 768,7 pkt (240,4 pkt) | 100,6 pkt | Norwegia             |
| 13.     | 24 stycznia | 2019 | Lahti          | Salpausselkä                | K-90    | HS-100 | indywid.     | 91,5 m  | 92,5 m  | 225,2 pkt             | 26,9 pkt  | Thomas Aasen Markeng |
| 8.      | 26 stycznia | 2019 | Lahti          | Salpausselkä                | K-90    | HS-100 | druż.        | 90,5 m  | 85,5 m  | 844,5 pkt (224,9 pkt) | 135,2 pkt | Niemcy               |
| 6.      | 28 stycznia | 2019 | Lahti          | Salpausselkä                | K-90    | HS-100 | druż. miesz. | 90,5 m  | 91,5 m  | 943,1 pkt (240,7 pkt) | 41,3 pkt  | Rosja                |
| 56.     | 5 marca     | 2020 | Oberwiesenthal | Fichtelbergschanzen         | K-95    | HS-105 | indywid.     | 73,5 m  | –       | 60,0 pkt              | 178,3 pkt | Peter Resinger       |
| 7.      | 7 marca     | 2020 | Oberwiesenthal | Fichtelbergschanzen         | K-95    | HS-105 | druż.        | 88,5 m  | 90,5 m  | 720,9 pkt (174,6 pkt) | 179,4 pkt | Słowenia             |

## Igrzyska olimpijskie młodzieży

### Indywidualnie
| 2016 Lillehammer | – | 5. miejsce |

### Drużynowo
| 2016 Lillehammer | – | 5. miejsce (drużyna mieszana), 6. miejsce (sztafeta mieszana) |

### Starty J. Learoyda na igrzyskach olimpijskich młodzieży – szczegółowo
| Miejsce | Dzień     | Rok  | Miejscowość | Skocznia       | Punkt K | HS     | Konkurs       | Skok 1 | Skok 2 | Nota                  | Strata    | Zwycięzca     |
| ------- | --------- | ---- | ----------- | -------------- | ------- | ------ | ------------- | ------ | ------ | --------------------- | --------- | ------------- |
| 5.      | 16 lutego | 2016 | Lillehammer | Lysgårdsbakken | K-90    | HS-100 | indywid.      | 96,5 m | 92,0 m | 231,8 pkt             | 31,0 pkt  | Bor Pavlovčič |
| 5.      | 18 lutego | 2016 | Lillehammer | Lysgårdsbakken | K-90    | HS-100 | druż. miesz.  | 90,5 m | 95,5 m | 623,4 pkt (230,0 pkt) | 86,1 pkt  | Słowenia      |
| 6.      | 19 lutego | 2016 | Lillehammer | Lysgårdsbakken | K-90    | HS-100 | sztaf. miesz. | 95,5 m | 95,5 m | 330,8 pkt (119,1 pkt) | +1:31,2 s | Rosja         |

## Zimowy olimpijski festiwal młodzieży Europy

### Indywidualnie
| 2017 Erzurum | – | srebrny medal |

### Drużynowo
| 2017 Erzurum | – | srebrny medal, srebrny medal (drużyna mieszana) |

### Starty J. Learoyda na zimowym olimpijskim festiwalu młodzieży Europy – szczegółowo
| Miejsce | Dzień     | Rok  | Miejscowość | Skocznia       | Punkt K | HS     | Konkurs      | Skok 1  | Skok 2  | Nota                  | Strata    | Zwycięzca |
| ------- | --------- | ---- | ----------- | -------------- | ------- | ------ | ------------ | ------- | ------- | --------------------- | --------- | --------- |
| 2.      | 14 lutego | 2017 | Erzurum     | Kiremitliktepe | K-95    | HS-109 | indywid.     | 101,5 m | 98,5 m  | 246,4 pkt             | 14,9 pkt  | Timi Zajc |
| 2.      | 16 lutego | 2017 | Erzurum     | Kiremitliktepe | K-95    | HS-109 | druż.        | 102,0 m | 104,0 m | 891,6 pkt (247,5 pkt) | 44,6 pkt  | Słowenia  |
| 2.      | 17 lutego | 2017 | Erzurum     | Kiremitliktepe | K-95    | HS-109 | druż. miesz. | 111,5 m | 98,0 m  | 713,2 pkt (246,6 pkt) | 123,4 pkt | Słowenia  |

## Puchar Świata

### Miejsca w klasyfikacji generalnej
| Sezon     | Miejsce |
| --------- | ------- |
| 2017/2018 | 63.     |

### Miejsca w poszczególnych konkursach indywidualnychPucharu Świata
| Źródło | Źródło     | Źródło            | Źródło            | Źródło                 | Źródło          | Źródło          | Źródło           | Źródło                       | Źródło          | Źródło              | Źródło                | Źródło         | Źródło                 | Źródło                 | Źródło         | Źródło           | Źródło            | Źródło           | Źródło                | Źródło                | Źródło          | Źródło      | Źródło            | Źródło          | Źródło            | Źródło            | Źródło        | Źródło | Źródło | Źródło | Źródło | Źródło | Źródło | Źródło | Źródło | Źródło | Źródło | Źródło | Źródło | Źródło | Źródło | Źródło | Źródło | Źródło | Źródło | Źródło | Źródło | Źródło | Źródło |
| --- | ---------- | ----------------- | ----------------- | ---------------------- | --------------- | --------------- | ---------------- | ---------------------------- | --------------- | ------------------- | --------------------- | -------------- | ---------------------- | ---------------------- | -------------- | ---------------- | ----------------- | ---------------- | --------------------- | --------------------- | --------------- | ----------- | ----------------- | --------------- | ----------------- | ----------------- | ------------- | ------ | ------ | ------ | ------ | ------ | ------ | ------ | ------ | ------ | ------ | ------ | ------ | ------ | ------ | ------ | ------ | ------ | ------ | ------ | ------ | ------ | ------ |
| Sezon 2017/2018 |            |                   |                   |                        |                 |                 |                  |                              |                 |                     |                       |                |                        |                        |                |                  |                   |                  |                       |                       |                 |             |                   |                 |                   |                   |               |        |        |        |        |        |        |        |        |        |        |        |        |        |        |        |        |        |        |        |        |        |        |
| Wisła HS134 | Ruka HS142 | Niżny Tagił HS134 | Niżny Tagił HS134 | Titisee-Neustadt HS142 | Engelberg HS140 | Engelberg HS140 | Oberstdorf HS137 | Garmisch-Partenkirchen HS140 | Innsbruck HS130 | Bischofshofen HS140 | Bad Mitterndorf HS235 | Zakopane HS140 | Willingen HS145        | Willingen HS145        | Lahti HS130    | Oslo HS134       | Lillehammer HS140 | Trondheim HS140  | Vikersund HS240       | Planica HS240         | Planica HS240   | punkty      | punkty            | punkty          | punkty            | punkty            | punkty        | punkty | punkty | punkty | punkty | punkty | punkty | punkty | punkty | punkty | punkty | punkty | punkty | punkty |        |        |        |        |        |        |        |        |        |
| - | -          | -                 | -                 | -                      | 35              | 39              | 29               | 46                           | -               | -                   | -                     | -              | -                      | -                      | -              | 25               | 41                | 41               | -                     | -                     | -               | 8           | 8                 | 8               | 8                 | 8                 | 8             | 8      | 8      | 8      | 8      | 8      | 8      | 8      | 8      | 8      | 8      | 8      | 8      | 8      |        |        |        |        |        |        |        |        |        |
| Sezon 2018/2019 |            |                   |                   |                        |                 |                 |                  |                              |                 |                     |                       |                |                        |                        |                |                  |                   |                  |                       |                       |                 |             |                   |                 |                   |                   |               |        |        |        |        |        |        |        |        |        |        |        |        |        |        |        |        |        |        |        |        |        |        |
| Wisła HS134 | Ruka HS142 | Ruka HS142        | Niżny Tagił HS134 | Niżny Tagił HS134      | Engelberg HS140 | Engelberg HS140 | Oberstdorf HS137 | Garmisch-Partenkirchen HS142 | Innsbruck HS130 | Bischofshofen HS142 | Predazzo HS135        | Predazzo HS135 | Zakopane HS140         | Sapporo HS137          | Sapporo HS137  | Oberstdorf HS235 | Oberstdorf HS235  | Oberstdorf HS235 | Lahti HS130           | Willingen HS145       | Willingen HS145 | Oslo HS134  | Lillehammer HS140 | Trondheim HS138 | Vikersund HS240   | Planica HS240     | Planica HS240 | punkty |        |        |        |        |        |        |        |        |        |        |        |        |        |        |        |        |        |        |        |        |        |
| - | 50         | q                 | -                 | -                      | 46              | 45              | 38               | q                            | -               | -                   | -                     | -              | -                      | -                      | -              | -                | -                 | -                | -                     | -                     | -               | 44          | 43                | q               | 40                | -                 | -             | 0      |        |        |        |        |        |        |        |        |        |        |        |        |        |        |        |        |        |        |        |        |        |
| Sezon 2019/2020 |            |                   |                   |                        |                 |                 |                  |                              |                 |                     |                       |                |                        |                        |                |                  |                   |                  |                       |                       |                 |             |                   |                 |                   |                   |               |        |        |        |        |        |        |        |        |        |        |        |        |        |        |        |        |        |        |        |        |        |        |
| Wisła HS134 | Ruka HS142 | Niżny Tagił HS134 | Niżny Tagił HS134 | Klingenthal HS140      | Engelberg HS140 | Engelberg HS140 | Oberstdorf HS137 | Garmisch-Partenkirchen HS142 | Innsbruck HS130 | Bischofshofen HS142 | Predazzo HS104        | Predazzo HS104 | Titisee-Neustadt HS142 | Titisee-Neustadt HS142 | Zakopane HS140 | Sapporo HS137    | Sapporo HS137     | Willingen HS145  | Bad Mitterndorf HS235 | Bad Mitterndorf HS235 | Râșnov HS97     | Râșnov HS97 | Lahti HS130       | Lahti HS130     | Lillehammer HS140 | Lillehammer HS140 | punkty        | punkty | punkty | punkty | punkty | punkty | punkty | punkty | punkty | punkty | punkty | punkty | punkty | punkty | punkty | punkty | punkty | punkty | punkty |        |        |        |        |
| - | -          | -                 | -                 | -                      | -               | -               | q                | q                            | q               | -                   | -                     | -              | -                      | -                      | -              | -                | -                 | -                | -                     | -                     | -               | -           | -                 | -               | -                 | -                 | 0             | 0      | 0      | 0      | 0      | 0      | 0      | 0      | 0      | 0      | 0      | 0      | 0      | 0      | 0      | 0      | 0      | 0      | 0      |        |        |        |        |
| Legenda |            |                   |                   |                        |                 |                 |                  |                              |                 |                     |                       |                |                        |                        |                |                  |                   |                  |                       |                       |                 |             |                   |                 |                   |                   |               |        |        |        |        |        |        |        |        |        |        |        |        |        |        |        |        |        |        |        |        |        |        |
| 1 2 3 4-10 11-30 poniżej 30 dq – dyskwalifikacja q – dyskwalifikacja w kwalifikacjach q – zawodnik nie zakwalifikował się - – zawodnik nie wystartował |            |                   |                   |                        |                 |                 |                  |                              |                 |                     |                       |                |                        |                        |                |                  |                   |                  |                       |                       |                 |             |                   |                 |                   |                   |               |        |        |        |        |        |        |        |        |        |        |        |        |        |        |        |        |        |        |        |        |        |        |

### Turniej Czterech Skoczni

#### Miejsca w klasyfikacji generalnej
| Sezon     | Miejsce |
| --------- | ------- |
| 2017/2018 | 44.     |
| 2018/2019 | 60.     |

### Raw Air

#### Miejsca w klasyfikacji generalnej
| Sezon | Miejsce |
| ----- | ------- |
| 2018  | 46.     |
| 2019  | 48.     |

## Letnie Grand Prix

### Miejsca w klasyfikacji generalnej
| Sezon | Miejsce |
| ----- | ------- |
| 2019  | 63.     |

### Miejsca w poszczególnych konkursach indywidualnychLGP
| Źródło | Źródło             | Źródło             | Źródło           | Źródło       | Źródło       | Źródło            | Źródło            | Źródło          | Źródło            | Źródło | Źródło | Źródło | Źródło | Źródło | Źródło | Źródło | Źródło | Źródło | Źródło | Źródło | Źródło | Źródło | Źródło | Źródło | Źródło | Źródło |
| --- | ------------------ | ------------------ | ---------------- | ------------ | ------------ | ----------------- | ----------------- | --------------- | ----------------- | ------ | ------ | ------ | ------ | ------ | ------ | ------ | ------ | ------ | ------ | ------ | ------ | ------ | ------ | ------ | ------ | ------ |
| 2016 |                    |                    |                  |              |              |                   |                   |                 |                   |        |        |        |        |        |        |        |        |        |        |        |        |        |        |        |        |        |
| Courchevel HS132 | Wisła HS134        | Hinterzarten HS108 | Einsiedeln HS117 | Hakuba HS131 | Hakuba HS131 | Czajkowskij HS140 | Czajkowskij HS140 | Hinzenbach HS94 | Klingenthal HS140 | punkty |        |        |        |        |        |        |        |        |        |        |        |        |        |        |        |        |
| 40 | -                  | -                  | -                | -            | -            | -                 | -                 | -               | -                 | 0      |        |        |        |        |        |        |        |        |        |        |        |        |        |        |        |        |
| 2018 |                    |                    |                  |              |              |                   |                   |                 |                   |        |        |        |        |        |        |        |        |        |        |        |        |        |        |        |        |        |
| Wisła HS134 | Hinterzarten HS108 | Einsiedeln HS117   | Courchevel HS135 | Hakuba HS131 | Hakuba HS131 | Râșnov HS97       | Râșnov HS97       | Hinzenbach HS94 | punkty            | punkty | punkty | punkty | punkty | punkty | punkty | punkty | punkty |        |        |        |        |        |        |        |        |        |
| - | 42                 | -                  | 43               | -            | -            | -                 | -                 | -               | 0                 | 0      | 0      | 0      | 0      | 0      | 0      | 0      | 0      |        |        |        |        |        |        |        |        |        |
| 2019 |                    |                    |                  |              |              |                   |                   |                 |                   |        |        |        |        |        |        |        |        |        |        |        |        |        |        |        |        |        |
| Wisła HS134 | Hinterzarten HS108 | Courchevel HS135   | Zakopane HS140   | Hakuba HS131 | Hakuba HS131 | Hinzenbach HS94   | Klingenthal HS140 | punkty          | punkty            | punkty | punkty | punkty | punkty | punkty | punkty | punkty |        |        |        |        |        |        |        |        |        |        |
| - | 27                 | 28                 | -                | -            | -            | -                 | -                 | 7               | 7                 | 7      | 7      | 7      | 7      | 7      | 7      | 7      |        |        |        |        |        |        |        |        |        |        |
| Legenda |                    |                    |                  |              |              |                   |                   |                 |                   |        |        |        |        |        |        |        |        |        |        |        |        |        |        |        |        |        |
| 1 2 3 4-10 11-30 poniżej 30 dq – dyskwalifikacja q – dyskwalifikacja w kwalifikacjach q – zawodnik nie zakwalifikował się - – zawodnik nie wystartował |                    |                    |                  |              |              |                   |                   |                 |                   |        |        |        |        |        |        |        |        |        |        |        |        |        |        |        |        |        |

### Miejsca w poszczególnych konkursach drużynowychLGP
| Źródło                              | Źródło | Źródło | Źródło | Źródło | Źródło | Źródło | Źródło      | Źródło                     | Źródło         |
| ----------------------------------- | ------ | ------ | ------ | ------ | ------ | ------ | ----------- | -------------------------- | -------------- |
| 2019                                | 2019   | 2019   | 2019   | 2019   | 2019   | 2019   | Wisła HS134 | Hinterzarten HS108 (mikst) | Zakopane HS140 |
| 2019                                | 2019   | 2019   | 2019   | 2019   | 2019   | 2019   | -           | 9                          | -              |
| Legenda                             |        |        |        |        |        |        |             |                            |                |
| 1 2 3 4-8 poniżej 8 - – brak startu |        |        |        |        |        |        |             |                            |                |

## Puchar Kontynentalny

### Miejsca w klasyfikacji generalnej
| Sezon     | Miejsce |
| --------- | ------- |
| 2015/2016 | 82.     |
| 2017/2018 | 13.     |
| 2018/2019 | 36.     |
| 2019/2020 | 65.     |

### Miejsca na podium w konkursach indywidualnych Pucharu Kontynentalnego chronologicznie
| Lp. | Dzień       | Rok  | Miejscowość | Skocznia              | Punkt K | HS     | Skok 1  | Skok 2  | Nota      | Lok. | Strata  | Zwycięzca    |
| --- | ----------- | ---- | ----------- | --------------------- | ------- | ------ | ------- | ------- | --------- | ---- | ------- | ------------ |
| 1.  | 10 grudnia  | 2017 | Whistler    | Whistler Olympic Park | K-95    | HS-104 | 101,0 m | 101,0 m | 263,5 pkt | 2.   | 4,1 pkt | Andreas Wank |
| 2.  | 27 grudnia  | 2017 | Engelberg   | Gross-Titlis-Schanze  | K-125   | HS-140 | 135,5 m | 128,0 m | 259,1 pkt | 1.   | —       | —            |
| 3.  | 20 stycznia | 2018 | Erzurum     | Kiremitliktepe        | K-125   | HS-140 | 137,0 m | 138,5 m | 259,8 pkt | 2.   | 8,8 pkt | David Siegel |

### Miejsca w poszczególnych konkursachPucharu Kontynentalnego
| Sezon 2015/2016                                                               |                   |                 |                 |                     |                     |                        |                              |                              |                              |                              |               |                  |                  |                     |                     |                     |                     |                     |                  |                     |                     |                     |                     |                 |                   |                   |                   |                   |                   |        |        |        |        |        |        |        |        |        |        |        |        |        |        |        |        |        |        |        |        |        |        |        |        |        |        |        |        |        |        |        |        |        |        |        |        |        |        |
| Rena HS111                                                                    | Rena HS111        | Rena HS139      | Rovaniemi HS100 | Rovaniemi HS100     | Engelberg HS137     | Engelberg HS137        | Garmisch-Partenkirchen HS140 | Garmisch-Partenkirchen HS140 | Willingen HS145              | Willingen HS145              | Sapporo HS100 | Sapporo HS134    | Sapporo HS134    | Bischofshofen HS140 | Bischofshofen HS140 | Planica HS139       | Planica HS139       | Zakopane HS134      | Zakopane HS134   | Iron Mountain HS133 | Iron Mountain HS133 | Brotterode HS117    | Vikersund HS117     | Vikersund HS117 | Czajkowskij HS140 | Czajkowskij HS140 | punkty            | punkty            | punkty            | punkty | punkty | punkty | punkty | punkty | punkty | punkty | punkty | punkty | punkty | punkty | punkty | punkty | punkty | punkty | punkty | punkty | punkty | punkty | punkty | punkty | punkty | punkty | punkty | punkty | punkty | punkty | punkty | punkty | punkty | punkty | punkty | punkty | punkty | punkty | punkty | punkty |        |
| -                                                                             | -                 | -               | -               | -                   | 11                  | 26                     | 66                           | 65                           | -                            | -                            | -             | -                | -                | -                   | -                   | -                   | -                   | -                   | -                | -                   | -                   | -                   | -                   | -               | -                 | -                 | 29                | 29                | 29                | 29     | 29     | 29     | 29     | 29     | 29     | 29     | 29     | 29     | 29     | 29     | 29     | 29     | 29     | 29     | 29     | 29     | 29     | 29     | 29     | 29     | 29     | 29     | 29     | 29     | 29     | 29     | 29     | 29     | 29     | 29     | 29     | 29     | 29     | 29     | 29     | 29     |        |
| Sezon 2016/2017                                                               |                   |                 |                 |                     |                     |                        |                              |                              |                              |                              |               |                  |                  |                     |                     |                     |                     |                     |                  |                     |                     |                     |                     |                 |                   |                   |                   |                   |                   |        |        |        |        |        |        |        |        |        |        |        |        |        |        |        |        |        |        |        |        |        |        |        |        |        |        |        |        |        |        |        |        |        |        |        |        |        |        |
| Vikersund HS117                                                               | Vikersund HS117   | Vikersund HS117 | Ruka HS142      | Ruka HS142          | Engelberg HS140     | Engelberg HS140        | Titisee-Neustadt HS142       | Titisee-Neustadt HS142       | Garmisch-Partenkirchen HS140 | Garmisch-Partenkirchen HS140 | Sapporo HS100 | Sapporo HS137    | Sapporo HS137    | Bischofshofen HS140 | Bischofshofen HS140 | Erzurum HS140       | Erzurum HS109       | Brotterode HS117    | Brotterode HS117 | Planica HS139       | Planica HS139       | Iron Mountain HS133 | Iron Mountain HS133 | Rena HS139      | Rena HS139        | Zakopane HS134    | Zakopane HS134    | Czajkowskij HS106 | Czajkowskij HS106 | punkty |        |        |        |        |        |        |        |        |        |        |        |        |        |        |        |        |        |        |        |        |        |        |        |        |        |        |        |        |        |        |        |        |        |        |        |        |        |
| 57                                                                            | 56                | 52              | -               | -                   | -                   | -                      | 37                           | 41                           | -                            | -                            | -             | -                | -                | -                   | -                   | -                   | -                   | -                   | -                | -                   | -                   | -                   | -                   | -               | -                 | -                 | -                 | -                 | -                 | 0      |        |        |        |        |        |        |        |        |        |        |        |        |        |        |        |        |        |        |        |        |        |        |        |        |        |        |        |        |        |        |        |        |        |        |        |        |        |
| Sezon 2017/2018                                                               |                   |                 |                 |                     |                     |                        |                              |                              |                              |                              |               |                  |                  |                     |                     |                     |                     |                     |                  |                     |                     |                     |                     |                 |                   |                   |                   |                   |                   |        |        |        |        |        |        |        |        |        |        |        |        |        |        |        |        |        |        |        |        |        |        |        |        |        |        |        |        |        |        |        |        |        |        |        |        |        |        |
| Whistler HS104                                                                | Whistler HS104    | Ruka HS142      | Ruka HS142      | Engelberg HS140     | Engelberg HS140     | Titisee-Neustadt HS142 | Titisee-Neustadt HS142       | Bischofshofen HS140          | Bischofshofen HS140          | Erzurum HS140                | Erzurum HS140 | Sapporo HS100    | Sapporo HS137    | Sapporo HS137       | Planica HS138       | Planica HS138       | Iron Mountain HS133 | Iron Mountain HS133 | Brotterode HS117 | Brotterode HS117    | Klingenthal HS140   | Klingenthal HS140   | Rena HS139          | Rena HS139      | Zakopane HS140    | Zakopane HS140    | Czajkowskij HS140 | punkty            | punkty            | punkty | punkty | punkty | punkty | punkty | punkty | punkty | punkty | punkty | punkty | punkty | punkty | punkty | punkty | punkty | punkty | punkty | punkty | punkty | punkty | punkty | punkty | punkty | punkty | punkty | punkty | punkty | punkty | punkty | punkty | punkty | punkty | punkty | punkty | punkty | punkty | punkty | punkty |
| 7                                                                             | 2                 | -               | -               | 1                   | 6                   | 4                      | 11                           | 11                           | 15                           | 2                            | 7             | -                | -                | -                   | -                   | -                   | -                   | -                   | -                | -                   | -                   | -                   | -                   | -               | -                 | -                 | -                 | 486               | 486               | 486    | 486    | 486    | 486    | 486    | 486    | 486    | 486    | 486    | 486    | 486    | 486    | 486    | 486    | 486    | 486    | 486    | 486    | 486    | 486    | 486    | 486    | 486    | 486    | 486    | 486    | 486    | 486    | 486    | 486    | 486    | 486    | 486    | 486    | 486    | 486    | 486    | 486    |
| Sezon 2018/2019                                                               |                   |                 |                 |                     |                     |                        |                              |                              |                              |                              |               |                  |                  |                     |                     |                     |                     |                     |                  |                     |                     |                     |                     |                 |                   |                   |                   |                   |                   |        |        |        |        |        |        |        |        |        |        |        |        |        |        |        |        |        |        |        |        |        |        |        |        |        |        |        |        |        |        |        |        |        |        |        |        |        |        |
| Lillehammer HS140                                                             | Lillehammer HS140 | Ruka HS142      | Ruka HS142      | Engelberg HS140     | Engelberg HS140     | Klingenthal HS140      | Klingenthal HS140            | Bischofshofen HS140          | Bischofshofen HS140          | Sapporo HS137                | Sapporo HS137 | Sapporo HS137    | Planica HS139    | Planica HS139       | Iron Mountain HS133 | Iron Mountain HS133 | Iron Mountain HS133 | Oberstdorf HS137    | Oberstdorf HS137 | Brotterode HS117    | Brotterode HS117    | Rena HS139          | Rena HS139          | Zakopane HS140  | Zakopane HS140    | Czajkowskij HS102 | Czajkowskij HS140 | punkty            | punkty            | punkty | punkty | punkty | punkty | punkty | punkty | punkty | punkty | punkty | punkty | punkty | punkty | punkty | punkty | punkty | punkty | punkty | punkty | punkty | punkty | punkty | punkty | punkty | punkty | punkty | punkty | punkty | punkty | punkty | punkty | punkty | punkty | punkty | punkty | punkty | punkty | punkty | punkty |
| 38                                                                            | 24                | -               | -               | 36                  | 24                  | 12                     | 31                           | 7                            | 4                            | -                            | -             | -                | -                | -                   | 26                  | 35                  | 13                  | 33                  | 26               | -                   | -                   | -                   | -                   | -               | -                 | -                 | -                 | 152               | 152               | 152    | 152    | 152    | 152    | 152    | 152    | 152    | 152    | 152    | 152    | 152    | 152    | 152    | 152    | 152    | 152    | 152    | 152    | 152    | 152    | 152    | 152    | 152    | 152    | 152    | 152    | 152    | 152    | 152    | 152    | 152    | 152    | 152    | 152    | 152    | 152    | 152    | 152    |
| Sezon 2019/2020                                                               |                   |                 |                 |                     |                     |                        |                              |                              |                              |                              |               |                  |                  |                     |                     |                     |                     |                     |                  |                     |                     |                     |                     |                 |                   |                   |                   |                   |                   |        |        |        |        |        |        |        |        |        |        |        |        |        |        |        |        |        |        |        |        |        |        |        |        |        |        |        |        |        |        |        |        |        |        |        |        |        |        |
| Vikersund HS117                                                               | Vikersund HS117   | Ruka HS142      | Ruka HS142      | Bischofshofen HS142 | Bischofshofen HS142 | Klingenthal HS140      | Klingenthal HS140            | Sapporo HS137                | Sapporo HS137                | Planica HS138                | Planica HS138 | Brotterode HS117 | Brotterode HS117 | Iron Mountain HS133 | Iron Mountain HS133 | Predazzo HS104      | Predazzo HS104      | Rena HS139          | Lahti HS130      | Lahti HS130         | punkty              | punkty              | punkty              | punkty          | punkty            | punkty            | punkty            | punkty            | punkty            | punkty | punkty | punkty | punkty | punkty | punkty | punkty | punkty | punkty | punkty | punkty | punkty | punkty | punkty | punkty | punkty | punkty | punkty | punkty | punkty | punkty | punkty | punkty | punkty | punkty | punkty | punkty | punkty | punkty | punkty | punkty |        |        |        |        |        |        |        |
| 28                                                                            | 54                | 18              | 16              | 42                  | 26                  | 37                     | 44                           | -                            | -                            | -                            | -             | 39               | 46               | 28                  | 30                  | -                   | -                   | -                   | -                | -                   | 40                  | 40                  | 40                  | 40              | 40                | 40                | 40                | 40                | 40                | 40     | 40     | 40     | 40     | 40     | 40     | 40     | 40     | 40     | 40     | 40     | 40     | 40     | 40     | 40     | 40     | 40     | 40     | 40     | 40     | 40     | 40     | 40     | 40     | 40     | 40     | 40     | 40     | 40     | 40     | 40     |        |        |        |        |        |        |        |
| Legenda                                                                       |                   |                 |                 |                     |                     |                        |                              |                              |                              |                              |               |                  |                  |                     |                     |                     |                     |                     |                  |                     |                     |                     |                     |                 |                   |                   |                   |                   |                   |        |        |        |        |        |        |        |        |        |        |        |        |        |        |        |        |        |        |        |        |        |        |        |        |        |        |        |        |        |        |        |        |        |        |        |        |        |        |
| 1 2 3 4-10 11-30 poniżej 30 dq – dyskwalifikacja - – zawodnik nie wystartował |                   |                 |                 |                     |                     |                        |                              |                              |                              |                              |               |                  |                  |                     |                     |                     |                     |                     |                  |                     |                     |                     |                     |                 |                   |                   |                   |                   |                   |        |        |        |        |        |        |        |        |        |        |        |        |        |        |        |        |        |        |        |        |        |        |        |        |        |        |        |        |        |        |        |        |        |        |        |        |        |        |

## Letni Puchar Kontynentalny

### Miejsca w klasyfikacji generalnej
| Sezon | Miejsce |
| ----- | ------- |
| 2017  | 62.     |
| 2018  | 66.     |
| 2019  | 111.    |

### Miejsca w poszczególnych konkursachLetniego Pucharu Kontynentalnego
| Źródło                                                                        | Źródło      | Źródło            | Źródło            | Źródło         | Źródło      | Źródło         | Źródło          | Źródło          | Źródło         | Źródło            | Źródło            | Źródło            | Źródło      | Źródło            | Źródło            | Źródło | Źródło | Źródło | Źródło | Źródło | Źródło | Źródło | Źródło | Źródło | Źródło | Źródło |
| ----------------------------------------------------------------------------- | ----------- | ----------------- | ----------------- | -------------- | ----------- | -------------- | --------------- | --------------- | -------------- | ----------------- | ----------------- | ----------------- | ----------- | ----------------- | ----------------- | ------ | ------ | ------ | ------ | ------ | ------ | ------ | ------ | ------ | ------ | ------ |
| 2017                                                                          |             |                   |                   |                |             |                |                 |                 |                |                   |                   |                   |             |                   |                   |        |        |        |        |        |        |        |        |        |        |        |
| Kranj HS109                                                                   | Kranj HS109 | Szczyrk HS106     | Wisła HS134       | Frenštát HS106 | Stams HS115 | Stams HS115    | Trondheim HS138 | Trondheim HS138 | Râșnov HS100   | Râșnov HS100      | Klingenthal HS140 | Klingenthal HS140 | punkty      | punkty            | punkty            | punkty | punkty | punkty | punkty | punkty | punkty |        |        |        |        |        |
| dq                                                                            | 48          | 31                | 19                | 16             | -           | -              | -               | -               | -              | -                 | 35                | 20                | 38          | 38                | 38                | 38     | 38     | 38     | 38     | 38     | 38     |        |        |        |        |        |
| 2018                                                                          |             |                   |                   |                |             |                |                 |                 |                |                   |                   |                   |             |                   |                   |        |        |        |        |        |        |        |        |        |        |        |
| Kranj HS109                                                                   | Kranj HS109 | Szczyrk HS106     | Wisła HS134       | Frenštát HS106 | Stams HS115 | Stams HS115    | Oslo HS106      | Oslo HS106      | Zakopane HS140 | Zakopane HS140    | Klingenthal HS140 | Klingenthal HS140 | punkty      | punkty            | punkty            | punkty | punkty | punkty | punkty | punkty | punkty |        |        |        |        |        |
| 31                                                                            | 27          | dq                | 44                | 10             | -           | -              | 30              | 33              | -              | -                 | 51                | 40                | 31          | 31                | 31                | 31     | 31     | 31     | 31     | 31     | 31     |        |        |        |        |        |
| 2019                                                                          |             |                   |                   |                |             |                |                 |                 |                |                   |                   |                   |             |                   |                   |        |        |        |        |        |        |        |        |        |        |        |
| Kranj HS109                                                                   | Kranj HS109 | Szczuczyńsk HS140 | Szczuczyńsk HS140 | Wisła HS134    | Wisła HS134 | Frenštát HS106 | Frenštát HS106  | Râșnov HS97     | Râșnov HS97    | Lillehammer HS140 | Lillehammer HS140 | Stams HS115       | Stams HS115 | Klingenthal HS140 | Klingenthal HS140 | punkty |        |        |        |        |        |        |        |        |        |        |
| -                                                                             | -           | -                 | -                 | -              | -           | 34             | 24              | -               | -              | -                 | -                 | -                 | -           | 52                | 40                | 7      |        |        |        |        |        |        |        |        |        |        |
| 2020                                                                          |             |                   |                   |                |             |                |                 |                 |                |                   |                   |                   |             |                   |                   |        |        |        |        |        |        |        |        |        |        |        |
| Wisła HS134                                                                   | Wisła HS134 | punkty            | punkty            | punkty         | punkty      | punkty         | punkty          | punkty          | punkty         | punkty            | punkty            | punkty            | punkty      | punkty            | punkty            | punkty | punkty | punkty | punkty | punkty |        |        |        |        |        |        |
| 40                                                                            | 36          | 0                 | 0                 | 0              | 0           | 0              | 0               | 0               | 0              | 0                 | 0                 | 0                 | 0           | 0                 | 0                 | 0      | 0      | 0      | 0      | 0      |        |        |        |        |        |        |
| Legenda                                                                       |             |                   |                   |                |             |                |                 |                 |                |                   |                   |                   |             |                   |                   |        |        |        |        |        |        |        |        |        |        |        |
| 1 2 3 4-10 11-30 poniżej 30 dq – dyskwalifikacja - − zawodnik nie wystartował |             |                   |                   |                |             |                |                 |                 |                |                   |                   |                   |             |                   |                   |        |        |        |        |        |        |        |        |        |        |        |

### Puchar Beskidów

#### Miejsca w klasyfikacji generalnej
| Sezon | Miejsce |
| ----- | ------- |
| 2017  | 22.     |
| 2018  | 40.     |

## FIS Cup

### Miejsca w klasyfikacji generalnej
| Sezon     | Miejsce |
| --------- | ------- |
| 2015/2016 | 157.    |
| 2017/2018 | 80.     |

### Miejsca w poszczególnych konkursachFIS Cupu
| Źródło                                                                        | Źródło       | Źródło       | Źródło       | Źródło           | Źródło           | Źródło           | Źródło           | Źródło         | Źródło         | Źródło         | Źródło         | Źródło         | Źródło         | Źródło           | Źródło           | Źródło         | Źródło         | Źródło          | Źródło          | Źródło        | Źródło        | Źródło          | Źródło          | Źródło | Źródło | Źródło | Źródło | Źródło | Źródło | Źródło | Źródło | Źródło | Źródło | Źródło | Źródło | Źródło | Źródło | Źródło | Źródło |
| ----------------------------------------------------------------------------- | ------------ | ------------ | ------------ | ---------------- | ---------------- | ---------------- | ---------------- | -------------- | -------------- | -------------- | -------------- | -------------- | -------------- | ---------------- | ---------------- | -------------- | -------------- | --------------- | --------------- | ------------- | ------------- | --------------- | --------------- | ------ | ------ | ------ | ------ | ------ | ------ | ------ | ------ | ------ | ------ | ------ | ------ | ------ | ------ | ------ | ------ |
| Sezon 2015/2016                                                               |              |              |              |                  |                  |                  |                  |                |                |                |                |                |                |                  |                  |                |                |                 |                 |               |               |                 |                 |        |        |        |        |        |        |        |        |        |        |        |        |        |        |        |        |
| Villach HS98                                                                  | Villach HS98 | Kuopio HS127 | Kuopio HS127 | Szczyrk HS106    | Szczyrk HS106    | Einsiedeln HS117 | Einsiedeln HS117 | Râșnov HS100   | Râșnov HS100   | Notodden HS98  | Notodden HS98  | Zakopane HS134 | Zakopane HS134 | Pjongczang HS109 | Pjongczang HS109 | Whistler HS106 | Whistler HS106 | Eau Claire HS95 | Eau Claire HS95 | Planica HS104 | Planica HS104 | Harrachov HS100 | Harrachov HS100 | punkty |        |        |        |        |        |        |        |        |        |        |        |        |        |        |        |
| -                                                                             | -            | -            | -            | -                | -                | 22               | 25               | -              | -              | -              | -              | -              | -              | -                | -                | -              | -              | -               | -               | -             | -             | -               | -               | 15     |        |        |        |        |        |        |        |        |        |        |        |        |        |        |        |
| Sezon 2017/2018                                                               |              |              |              |                  |                  |                  |                  |                |                |                |                |                |                |                  |                  |                |                |                 |                 |               |               |                 |                 |        |        |        |        |        |        |        |        |        |        |        |        |        |        |        |        |
| Villach HS98                                                                  | Villach HS98 | Kuopio HS127 | Kuopio HS127 | Kandersteg HS106 | Kandersteg HS106 | Râșnov HS100     | Râșnov HS100     | Whistler HS104 | Whistler HS104 | Notodden HS100 | Notodden HS100 | Zakopane HS140 | Zakopane HS140 | Planica HS102    | Planica HS102    | Rastbüchl HS78 | Rastbüchl HS78 | Villach HS98    | Villach HS98    | Falun HS100   | punkty        | punkty          | punkty          | punkty | punkty | punkty | punkty | punkty | punkty | punkty | punkty | punkty | punkty | punkty | punkty | punkty | punkty | punkty | punkty |
| -                                                                             | -            | -            | -            | -                | -                | -                | -                | 5              | -              | -              | -              | -              | -              | -                | -                | -              | -              | -               | -               | -             | 45            | 45              | 45              | 45     | 45     | 45     | 45     | 45     | 45     | 45     | 45     | 45     | 45     | 45     | 45     | 45     | 45     | 45     | 45     |
| Legenda                                                                       |              |              |              |                  |                  |                  |                  |                |                |                |                |                |                |                  |                  |                |                |                 |                 |               |               |                 |                 |        |        |        |        |        |        |        |        |        |        |        |        |        |        |        |        |
| 1 2 3 4-10 11-30 poniżej 30 dq – dyskwalifikacja - − zawodnik nie wystartował |              |              |              |                  |                  |                  |                  |                |                |                |                |                |                |                  |                  |                |                |                 |                 |               |               |                 |                 |        |        |        |        |        |        |        |        |        |        |        |        |        |        |        |        |